# Erioptera caliptera
Erioptera caliptera là một loài ruồi trong họ Limoniidae. Loài này được phát hiện ở miền Tân bắc và Neotropic.